# Ibrahima Touré
Ibrahima Touré (Dakar, Senegal, 17 de diciembre de 1985) es un futbolista senegalés que actualmente milita en el Gazélec Ajaccio de la Ligue 2. Nació en Dakar, ha jugado para Metz, Chengdu Wuniu, Wydad Casablanca, Paykan, Persépolis, Sepahan y Ajman entre otros. Además fue delantero de Senegal

## Carrera

### FC Metz
Nacido en Dakar, Touré jugó en la Academia Aldo Gentina durante su juventud.Se pasó un mes con Metz durante la temporada 2004-05, una experiencia que describió como dejando "un sabor amargo".

### Chendgu Blades FC
En febrero de 2005, como parte de un proyecto de cooperación entre Metz y la Asociación de Fútbol Chengdu, Touré se trasladó a la China League One jugando para el Chengdu Wuniu en una transferencia libre, allí marcó dos goles, contra Yanbian FC y Shanghai Jiucheng, y fue expulsado dos veces, en los partidos contra Oleadas Hunan y Changchun Yatai, en la temporada 2005-06.
Después de pasar tiempo en China, Touré se unió a Wydad Casablanca.

### Wydad Casablanca
Se unió al Wydad Casablanca y dos años más tarde se unió a Paykan en calidad de préstamo.

### Paykan FC
En el Paykan anotó 13 goles en 21 partidos durante la temporada 2007-08. Touré fue traspasado a Persépolis en 2008.

### Persepolis FC
En el Persépolis anotó 11 goles en  la liga (2008-09) con el club.

### Sepahan FC
Se trasladó a Sepahan en 2009 y ayudó al club a ganar la Irán Pro League en las temporadas sucesivas, anotando 18 goles en las dos campañas. Touré fue fichado por el Ajman en 2011.

### Ajman Club
En el Ajman Club continuó anotando con regularidad. Él había anotado 14 goles en 16 partidos de liga y copa en enero de 2012, que llevó al interés de otros clubes.

### AS Monaco
Cerca del final del mes, Touré se unió a AS Mónaco equipo de la Ligue 2 por una suma no revelada ya que esta era de una baja cantidad.
En agosto de 2013, Touré firmó con  el Al Nasr de UAE Pro-League.

## Clubes
(Actualizada el 9 de marzo de 2018)
| Club                | País                   | Año                    | PJ | G  |
| ------------------- | ---------------------- | ---------------------- | -- | -- |
| Chengdu Blades F.C. | China                  | 2005                   | 18 | 2  |
| Wydad Casablanca    | Marruecos              | 2005 - 2008            |    |    |
| Paykan F.C          | Irán                   | 2007 - 2008 (Préstamo) | 21 | 13 |
| Persépolis F.C      | Irán                   | 2008 - 2009            | 24 | 11 |
| Sepahan Isfahan F.C | Irán                   | 2009 - 2011            | 53 | 33 |
| Persépolis F.C      | Emiratos Árabes Unidos | 2011 - 2012            | 10 | 7  |
| AS Monaco           | Francia                | 2012 - 2013            | 52 | 28 |
| Al-Nasr             | Emiratos Árabes Unidos | 2013 - 2015            | 43 | 34 |
| Liaoning Whowin     | China                  | 2016 - 2017            | 10 | 2  |
| Gazélec Ajaccio     | Francia                | 2017 -                 | 8  | 2  |

## Palmarés
- Iran Pro League (1): 2010, 2011